# These 13

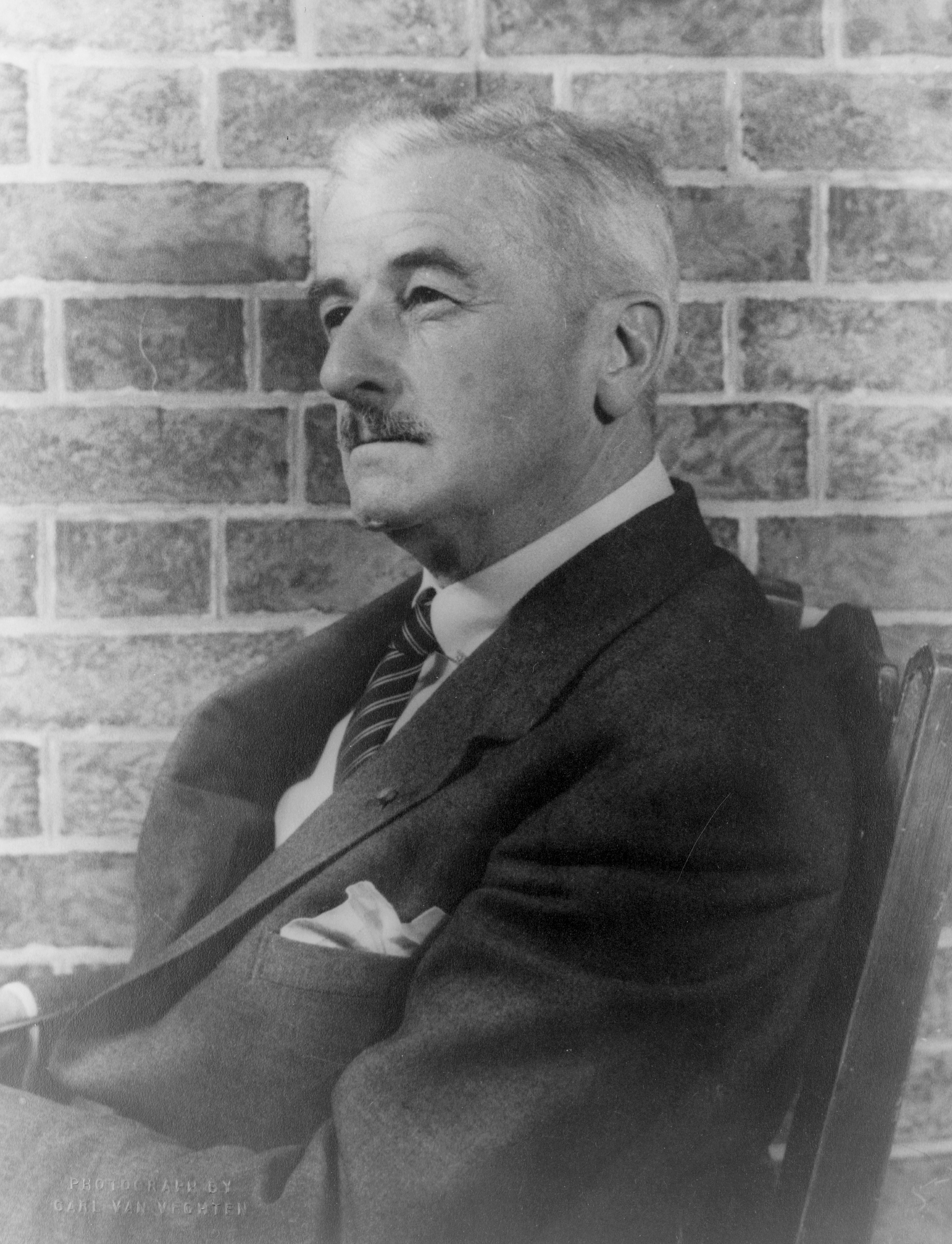
William Faulkner, 1954

These 13 ist eine Kurzgeschichtensammlung des US-amerikanischen Schriftstellers William Faulkner, die erstmals 1931 erschien.
These 13 sammelte zum größten Teil Kurzgeschichten, die in den Jahren 1930 bis 1931 in verschiedenen Literaturmagazinen erschienen waren. Faulkner hatte 1931 mit Die Freistatt einen ersten kommerziellen Erfolg verbuchen können, wodurch der Verlag wirtschaftliche Chancen darin sah, nun auch seine Kurzepik in Buchform herauszubringen.
Faulkner widmete die Anthologie seiner Tochter Alabama, die am 11. Januar 1931 geboren und neun Tage nach der Geburt gestorben war. Weitere Widmungsträgerin war seine Frau Estelle.

## Inhalt
Die Storys sind mit ihrem Originaltitel auf Amerikanisch aufgelistet.
- Victory
- Ad Astra
- All the Dead Pilots
- Crevasse
- Red Leaves (Rotes Laub)
- A Rose for Emily
- A Justice
- Hair
- That Evening Sun
- Dry September
- Mistral
- Divorce in Naples
- Carcassonne